# Kiadás
A kiadás az a folyamat, melynek során az információ és az irodalmi szövegek elérhetővé válnak a nyilvánosság számára. Bizonyos esetekben a szerző saját maga kiadója is lehet, azaz a szerző a tartalom fejlesztőjével biztosítja a médiafelületet, a megjelenést és a tartalom szállítását is.
Hagyományosan a kifejezés olyan nyomtatott kiadványokra utal, mint a könyvek (könyvkereskedelem, ipar, piac) és az újságok. A digitális információs rendszerek és az internet megjelenésével a kiadás hatásköre is kiterjesztődik az elektronikus erőforrásokra, mint például a könyvek és folyóiratok elektronikus változataira, a mikrokiadásra, honlapokra, blogokra, videójátékokra és ehhez hasonló forrásokra.
A kiadás magában foglalja a fejlődés fázisait: az adatgyűjtést, másolat szerkesztését, grafikai tervezést, gyártást, nyomtatást (és annak elektronikus megfelelőit), marketinget, valamint az újságok, magazinok, könyvek, irodalmi és zenei művek terjesztését, a papíralapú kiadásokon túl szoftvereket, valamint az elektronikus médiát is.

## A kiadás folyamata
A magazinok és könyvek kiadói sok időt töltenek a másolatok megvásárlásával (vagy/ill.) megrendelésével. A napilapok kiadói ezzel szemben általában a saját csapatukat bízzák meg a másolatok előállításában, bár előfordulhat, hogy szabadúszó újságírókat bérelnek fel. Egy kisebb szerkesztőségnél lehetséges a teljes hivatalos anyagokra való támaszkodás, de ahogy növekszik a tevékenységi kör, úgy kell bővíteniük az írók körét is.
Azok a munkák, amelyek a kiadótól függetlenül íródnak, gyakran egy kérvénnyel vagy közvetlen javaslattal érkeznek az íróktól az ügynökök/ kiadók irányába. A kiadónak küldött beadványokat kéretlen beadványokként tartják számon, ezek nagy része még nem publikált szerzőktől érkezik. Ha a kiadó elfogadja a kiadatlan kéziratot, azt az összes hasonló szerzeménnyel egy rakásba teszik (slush pile), amit lektorok olvasnak át, hogy kiszűrjék ama kéziratokat, amelyek megfelelő minőségűek vagy elegendő bevételi lehetőséget hordoznak magukban. Ezeket a beszerzési szerkesztő bírálja el, majd választásaikat a szerkesztői csapathoz küldik el. Ezen időfolyamat résztvevőinek létszáma a kiadó cég nagyságától függ, nagyobb cégeknél több értékelési rosta van a kéretlen beadványok és a kiadás között. A kéretlen anyagok alacsony elfogadási rátával rendelkeznek, egyes becslések szerint a kiadók hármat választanak ki minden 10.000 beérkezett kéretlen kéziratból.
Sok könyvkiadó csak szerkesztőségi kezdeményezésre indítja el a kiadói folyamatokat, vagyis beadványt csak irodalmi ügynökön keresztül fogadnak el, így az írók támogatását és értékelését kitevő terhek az irodalmi ügynökökre hárulnak, nem pedig a kiadókra. Eme cégeknél a kéretlen kéziratokat kidobják, ill. abban az esetben, ha a szerző előre kifizette a postaköltséget, a kéziratokat általában visszaküldik a kiadók.
A már elismert szerzőknek általában ügynökeik intézik a kiadókkal való kapcsolattartást és tárgyalásokat, ezért a szolgáltatásért az ügynökök bizonyos mértékű százalékot kapnak a szerző jövedelméből (körülbelül 10-15% között).
Vannak szerzők, akik nem a bejáratott útvonalon keresztül publikálnak. Ilyenek általában azok a bloggerek, akiknek népes olvasótáboruk van az interneten, és ezáltal megéri kinyomtatni a szerző website-ját alapul vevő könyvet. Eme kategóriába tartoznak még az internetes mémek által létrejött könyvek, visszavonult sportolók életrajzai, 15 perces hírnévre vágyó celebritások szerzeményei, de igazából bárkinek jelenhet meg könyve, ha a kiadó lát bennük eladhatóságot. Az ilyen művekre általában a kiadó szellemírókat alkalmaz.
Ahhoz, hogy egy beadott kézirat megjelenhessen, egy szerkesztő vagy a kiadó apparátusának valamely tagja támogatását kell élveznie, akik képesek meggyőzni a kiadó többi tagját is. Az a szerkesztő, aki egy olyan művet fedez fel vagy támogat, mely később bestseller lesz, a saját maga hírnevét is növeli.

### Elfogadás és egyeztetés
Miután az anyagot elfogadták, a commissioning editorral meghatározzák a szerzői jogokat és megegyeznek a szerzői jogdíj mértékében.
A hagyományosan nyomtatott anyagoknál a szerző általában kizárólagosan adja el a területi szellemi tulajdonhoz fűződő jogokat, amelyek megfelelnek azon országok listájának, ahol a terjesztés javasolt (vagyis a jogok megfelelnek az ország jogi rendszerének, melyek alapján a szerzői jogokat érvényesíteni lehet). Könyvek esetében a szerzőnek és a kiadónak meg kell egyeznie a kiadvány tervezett formátumában: tömegpiacra szánt puhafedelű könyv (mass market paperback), keménykötésű borító (hardback) és TPB (trade paperback) a legelterjedtebbek.
Elektronikus formátum használatánál a helyzet valamivel komplexebb. Ha a terjesztés CD-ROM-on történik vagy egyéb más elektronikus hordozón, akkor a helyzet ugyanaz, mint a papírformátumnál, és a nemzetközi szerzői jog ugyanúgy alkalmazható. Azonban az internetes letöltéseknél hozzáférhetővé válnak anyagok fizikai hordozó nélkül is, melyek problémákat okozhat a nemzetközi határvonalakon belül. Ennek kiküszöbölésére született meg a fordítás utáni jogdíj, ami erősebbnek bizonyul ilyen esetekben a nemzeti jogoknál. Ilymódon az egész Európai Unión területén belül az internet-hozzáférés viszonylag nyitott, mert a törvények tiltják a nemzetek közötti diszkriminációt, bár a publikáció maga, például Franciaországban leszabályozhatja a célpiacot azokra, akik franciául olvasnak.
Miután megállapodnak a kiadvány hatásköréről és formátumáról, a felek megállapodhatnak a szerzői jogdíjakban, a bruttó kiskereskedelmi árban, amit a szerzőnek fizetnek, valamint az előlegben. Ez a feladat a kiadó számára azért nehéz, mert fel kell becsülnie a potenciális értékesítési piacok lehetőségeit, illetve egyensúlyba kell hoznia a tervezett árbevételt a termelési költségekkel szemben. A jogdíjak általában 10-12% között oszlanak meg az ajánlott kiskereskedelmi árból, az előleg pedig általában az 1/3-a az első kiadásnak a teljes jogdíjakból számítva (Magyarországon ez ritkán van így).

### Előkészítési fázisok
Bár külön fázisonként vannak felsorolva, mégis egyidejűleg, egymással párhuzamosan történnek eme folyamatok. Ahogy a szöveg szerkesztése halad, úgy a borító és a kezdeti „layout”, valamint a könyv marketingje és eladásának megtervezése is megkezdődik.

#### Szerkesztői fázis
Ha megszületett a döntés, hogy megjelentessenek egy munkát, és a jogi kérdések is megoldódtak, a szerzőt meg lehet kérni, hogy apróbb változtatásokkal, esetleg egyes részek átírásával javítson a munka minőségén. Ezután a csapat megszerkeszti a művet. A szerkesztők gyakran javítanak vagy választanak más címeket, főcímeket. Továbbá a szerkesztés magába foglalja a szerkezeti változtatásokat, illetve további információkat is kérhet a szerkesztő. Néhány kiadó „tényellenőrzőket” („fact checkers”) is foglalkoztat a nem fikciós művekre való tekintettel.

#### Design
Miután megállapodtak a végleges szövegben, a következő lépés a könyv megjelenésének (design) elkészítése. Ez magába foglalja a művészeti munkák megrendelését és az elrendezés (layout) jóváhagyását. Az anyag nyomdai előkészítése magába foglalja a tipográfia, a papírminőség, a kötési eljárás, a csomagolás kiválasztását, a külső borító megtervezését és a korrektúrát.
A kiadvány fajtája meghatározza a tervezési munka idejét. Az átlagos fikciós művek esetében a design kimerül a borítóban és a tipográfiában. Az illusztrációkat vagy képeket tartalmazó könyvek esetén a design sokkal nagyobb szerepet játszik abból a szempontból, hogyan fog kinézni az oldal, hogyan kezdődnek és végződnek a fejezetek, milyenek a színek, a tipográfia, a borító, valamint a mellékelt poszterek, katalógusképek és egyéb értékesítési anyagok. A legtöbb tervezési munka a nem fikciós illusztrált könyvek esetén szükséges, hiszen a képek és illusztrációk, tipográfia, feliratok széleskörű alkalmazását, valamint elmélyülést és az olvasási élményre való nagy odafigyelést igényel.
Ma már a tipográfia, az oldal-layout, a negatívok elkészítése, valamint a nyomtatás mind számítógépen történik. A számítógépek használata a nyomdai előkészítésben a 20. század utolsó húsz évében alakult ki. Ha a mű elektronikus terjesztésű, a végleges fájlt a feldolgozó apparátus operációs rendszerének és a hardverének megfelelő formátumban kell elmenteni, ezek PDF fájlok is lehetnek.

#### Értékesítési és marketing fázis
Az értékesítési és marketingfázis szorosan összefügg a szerkesztői fázissal. Amint a borítók és a fejezetek elkészülnek, az értékesítési ügynökök elkezdenek tárgyalni a könyvről ügyfeleikkel, hogy idejekorán felkeltsék figyelmüket. A kiadók gyakran készítenek tájékoztatókat, melyet kiküldenek ügyfeleiknek, vagy tengerentúli kiadóknak, hogy felmérjék a lehetséges eladásokat. Amint a korai érdeklődést felmérték, ez az információ visszajut a szerkesztői fázishoz, és hatással lehet a könyv formájára és eladási stratégiájára. Például ha nagy az érdeklődés a kiadók részéről, közös kiadásban együttműködve megoszthatják a nyomdai költségeket a nagy példányszám miatt, ezáltal csökkentve a könyvek darabonkénti árát. Fordított esetben, ha gyengék a kezdeti visszajelzések, a nyomtatott példányszámot és a marketing-költségvetést csökkenteni lehet, vagy bizonyos esetben a könyv megjelenésétől is el lehet állni.

### Nyomtatás
Mikor befejeződött a szerkesztés és a design (képszerkesztés, tipográfiai és borítótervezés stb.), akkor kezdődik a nyomtatási fázis. Az első lépés a próbanyomat készítése, melyet elküldenek ellenőrzésre és véglegesítésre a kiadóhoz. Ez a próbanyomat pontosan megmutatja a könyv végleges kinézetét, és ez az utolsó lehetőség a kiadó számára, hogy bármilyen hibát kijavítsanak. Néhány nyomda elektronikus próbanyomatot használ a nyomtatott helyett. Amint a kiadó elfogadta, megkezdődik a nyomtatás, a kiadandó mű sokszorosítása.
Új nyomdai eljárás az igény szerinti nyomtatás (print-on-demand). A könyvet a bevett módon írják és szerkesztik, ám addig nem nyomtatnak belőle, míg a kiadó megrendelést nem kap. Ez az eljárás alacsony raktározási költségeket biztosít, valamint csökkenti a valószínűségét annak, hogy több könyvet nyomtassanak, mint amennyit eladnak.

### Forgalmazás
A kiadás utolsó lépése, hogy a terméket elérhetővé tegyék a nyilvánosság számára, leggyakrabban eladásra kínálva. Az előző évszázadokban gyakran a szerző egy személyben volt szerkesztő, nyomdász, könyvárus, ám eme funkciók napjainkra különváltak. Ha egy könyvet, újságot vagy bármilyen kiadványt kinyomtatnak, a kiadó számos csatornát használhat a forgalmazásra. A könyveket leggyakrabban a könyvkereskedésben, vagy más kiskereskedelmi formában adják el. Újságokat és magazinokat gyakran a kiadótónál előfizetve lehet megvásárolni, vagy akár postán, illetve az újságkihordóknál, újságosstandoknál, régebben utcai mozgóárusoknál (rikkancs). Folyóiratokat az újságárusoknál is lehet vásárolni.
A könyviparban a végleges könyv néhány példányát a kiadóhoz szállítják, hogy bemutatópéldányként segítse az eladásokat, vagy hogy megjelenés előtti értékelésre küldjék. A próbanyomat elfogadása és a könyvek raktárba érkezése között hónapok telhetnek el. A mozimegjelenéshez kötött könyvek (különösen a gyerekfilmek) esetében a kiadók akár már két hónappal a bemutató előtt az üzletekbe szállíthatják a könyvet, hogy ezáltal is érdeklődést keltsenek a film iránt.

## A kiadás mint üzlet
A kiadás egy üzleti folyamat, melynél szükség van előkészületekre és gyártásra. Fontos, hogy egy könyv forgalmazási költségei ne haladják meg a könyv bevételeit.
A kiadó általában ellenőrzi a reklám és marketing feladatokat, de gyakori, hogy szerződést kötnek más marketingre szakosodott ügynökségekkel. Számos vállalatnál a szerkesztés, a korrektúrázás, a „layout” és a design más szabadúszók által jön létre.
A saját, eladásért felelős alkalmazottak helyébe olykor olyan cégek kerülnek, akik eleve könyvesbolti eladásra szakosodtak. Ez a tendencia egyre növekszik a kiskereskedők körében és a szupermarketek centralizációja erősödik.
Ha az egész kiadási folyamat a nyomtatásig bezárólag egy felkért cég vagy egy független vállalkozó által készül, azt úgy nevezik, hogy "book packaging" („könyvcsomagolás”). Ez egy általános eljárás kisebb kiadók körében. Az első társaság, aki megvásárolja a szellemi jogokat és el is adja a csomagot, a befektetett tőkét azonnal vissza is szerzi. Sőt, az első kiadó gyakran elegendő példányt nyomtat a piac számára, ezzel maximális mennyiséget és hatékonyságot nyújtva a nyomtatási távon mindenki számára.
Egyes vállalkozások vertikális integráció által maximalizálják hasznukat, ám ebbe a könyvkiadás nem tartozik bele. Bár az újságkiadók még gyakran birtokolnak saját nyomdát, a könyvkiadók már ritkábban. Hasonlóan működik az eladás is, ahol a készterméket egy forgalmazón keresztül árulják, aki tárolja és szétosztja a kiadó termékét százalékos díj ellenében.
Az internet megjelenése érdekes kérdéseket vet fel, mely kihívások elé állítja a kiadókat, a forgalmazókat és a kiskereskedőket. 2005-ben az Amazon.com bejelenti vásárlási szándékait a „Booksurge”-ra és a „print-on-demand” („nyomtatás igény szerint”) eljárását. Ezt a lépést valószínűleg az Amazon impresszum létrehozása felvezetésének szánták. A legnagyobb könyvárus láncok, mint a Barnes & Noble, már sikeresen futtatják saját impresszumukat, mind a klasszikus, mind az új művek kiadása terén. Hasonlóképp az Ingram anyavállalata, az Ingram Book Group (ez Amerikában a vezető könyvkiadó) létrehozta a saját „print-on-demand” üzletágát, név szerint a Lightning Source-t. A Simon & Schuster szintén bejelentette a közelmúltban, hogy elkezdi online árulni a „backlist” műveit.

## Az ipar alosztályai

### Újságkiadás
Az újságkiadás a rendszeresen ütemezett publikációkra és a legfrissebb hírek megjelenítésére épül, melyeket egyfajta olcsó papírra nyomtatnak („newsprint” – újságpapír). A legtöbb újságot előfizetésekkel vagy ingyenes kiadványokkal adják el. Az ingyenes újságok tőkéjüket a bennük lévő reklámhirdetésekből szerzik. Az amerikai kiadók mintegy harmada újságkiadással foglalkozik.

### Időszakos kiadás
Az időszakos kiadványok rendszeres ütemterv szerint újra és újra megjelennek. Az újságok is ilyenek, ám az iparon belül az időszakos kiadványokat gyakran különálló ágnak tekintik, melybe a magazinok és tudományos folyóiratok beletartoznak, az újságok viszont nem. Amerikában a kiadók mintegy harmada ad ki időszakos kiadványokat.

### Könyvkiadás
Az Egyesült Államokban a kiadók kevesebb mint a hatoda foglalkozik könyvkiadással. A legtöbb könyv néhány nagy kiadó által lát napvilágot, de létezik sok kisebb könyvkiadó is. A legtöbb kis vagy közepes könyvkiadó egy bizonyos területre specializálódik. Mellettük több ezer szerző hozza létre saját kiadóját és kezdi kiadni saját műveit.

### Adattárak/jegyzékek kiadása
Az adattárak és jegyzékek megjelentetése a kiadás egy speciális műfaja Ezek a kiadók levelezési listákat, telefonkönyveket és más címjegyzékeket gyártanak, ám ezek többsége már fellelhető az interneten.

### Tudományos könyvkiadás
A tudományos kiadók többnyire könyveket vagy időszakos kiadványokat gyártanak valamilyen tudományos témában. Néhányuk – mint az egyetemi kiadványok – valamilyen tudományos intézmény tulajdonában állnak, mások kereskedelmi vállalkozások, melyek középpontjában tudományos témák állnak. A nyomdai sajtó fejlődése során egy kommunikációs forradalom jött létre, hiszen a tudósok legújabb hipotézisei és kutatásai nagyon hamar a tudós közösség kezébe jutnak.
A tudományos kiadás egyik legfontosabb funkciója, hogy biztosítja a lektori vélemény lehetőségét. A lektor feladata, hogy ellenőrizze a tudományos kiadások hitelességét. Ez a folyamat a nyílt internetes megosztások korában is ugyanolyan fontos.
Manapság a tudományos folyóiratok, illetve tankönyvek kiadása igen nagy részét képezi a nemzetközi iparnak. A kritikusok azt állítják, hogy a standardizált és profit-orientált politika kiszorítja a hozzáférést a kiadók ideális ellátmányához. A kereskedelmi modellel szemben van nonprofit kiadói tevékenység, ahol a kiadói szervezet direkt a kiadásra specializálódik – például az egyetemi sajtó –, vagy ahol egy szervezet köré épül, mint például az orvosi jótékonyság, és annak érdekében konkrét gyakorlati célokat épít. Egy másik – alternatív – megközelítése a vállalati modellnek a nyílt hozzáférés: egyes cikkek, tudományos folyóiratok internetes terjesztése díjmentesen hozzáférhetővé teszi azokat az olvasók és a könyvtárak számára. Ezek úttörői a nyílt hozzáférésű folyóiratoknak (Open Access journals) a BioMed Central és a Public Library of Science (PloS, MEK OSZK, MOKKA). Sok kereskedelmi kiadó kísérletezik egy fajta hibrid modellel, ahol a régebbi, vagy a kormány által finanszírozott cikkek ingyenesen elérhetők, ám az újabb írásokért fizetni kell.

### Az „árukapcsolt” kiadás
A rádió, a televízió, a mozi, a VCD-k és DVD-k, a zenei rendszerek, a játékok, a számítógépes hardverek és a mobiltelefonos kommunikáció mind-mind eszköze lehet az információ publikálásának, kiadásának. Nagyobb költségvetésű filmek marketingjéhez általában hozzátartozik, hogy megjelentetik regény vagy képregény formában is, kiadják a filmzenéjét, számítógépes játékot csinálnak belőle, játékokat és végtelen számú promóciós terméket gyártanak népszerűsítése érdekében. Egyes kiadókban egész részlegek működnek csak egy film, filmsorozat népszerűsítésére; például a Ballantine Del Rey Lucasbooks kizárólagos jogokat élvez a Star Wars logójával ellátott termékek gyártásának piacán az USA-ban, ugyanezeket a jogokat élvezi a Random House UK (Bertelsmann)/Century LucasBooks Angliában. A BBC-nek saját kiadói részlege van, mely eredményes munkát végez a hosszan futó műsorok esetében (pl.: Doctor Who). Ezek a multimédiás cégek agresszívan keresztezik más cégek útját, és gyakran jobban teljesítenek, mint az egyedileg kiadott munkák, ezáltal hangsúlyozva a vállalati érdekeket.

### A független kiadás alternatív formái
A szűkebb szakterületek írói találtak egy kisebb alternatívát a tömegpiaccal szemben: kis példányszámú nyomtatványokat és az önkiadást. A közelmúltban e lehetőségek közé tartozik az e-könyv formátum is. Eme kiadási formák olyan alkotóknak körében jelennek meg, úgy gondolják: hogy nem lesz célcsoportjuk a mainstream kereskedelemben. Vagy úgy vélik: a direkt eladás jobban jövedelmezne nekik, mint a könyvesbolti árusítás, esetleg nincs elég tőkéjek nagyobb költségvetésű értékesítéshez.

## Újkeletű fejlemények
A 21. század egyre több technikai újítást hozott a kiadói ágazatnak, úgy mint az e-könyvek és a nyílt hozzáférésű kiadványok. Az e-könyvek elérhetősége 2005 óta növekszik. A Google, az Amazon.com és a Sony már közreműködik a vezető kiadókkal és könyvtárakkal, hogy digitalizálják a könyveket. Jelenleg az Amazon Kindle olvasási készüléke jelentős erővel bír a piacon, és habár a Sony Reader és a Palm készülékei is erősek a piacon, az Apple iPad-jét tartják versenytársának az e-könyv olvasói között. 2009 novemberében Barnes és Noble egy új készülékkel törtek be a piacra: a Nook-kal.
Az, hogy a kiadók gyorsan és költséghatékonyan nyomtatnak megrendelésre, olyan előnyökkel járt, hogy nem kellett többé raktárakban tárolni a könyveket, ha azok alacsony igényt váltanak ki vagy ismeretlenek a piacon. Ez hatalmas előny mind a kis kiadóknak – hiszen nagy kiadások nélkül is működhetnek –, és mind a nagy kiadóknak, akik költséghatékonyan forgalmazhatják a „backlist”, tehát nem toplistás árukat is.
Az elérhető kiadók arra használják a könyvek digitalizálását, hogy XML védjeggyel lássák el azokat, majd különféle formátumokba alakítva azokat árulják a fogyasztóknak, és különösképp azokat az olvasókat célozzák meg így, akiknek nehézségeik akadnak az olvasással. Ilyen formátumok a különböző nagyobb betűméretek, a speciális nyomtatások a diszlexiások, a szem követési rendellenességben és a makuláris degenerációban szenvedők részére. Hasonló még a Braille-írás, a DAISY és a hangoskönyvek.
A zöld kiadói tevékenységek a természet- és környezetkímélő módszerek használatát jelentik és a káros hatások minimalizálását: ilyenek azok a rendelésre készült nyomtatások, melyek digitális vagy „print-on-demand” technológiával készülnek. Ez csökkenti a szállítást, hiszen a vevő közelében nyomtatják a könyveket, illetve határidőre készülnek el. További fejlődés még az online kiadások növekedése, melyek esetében nem is történik meg a könyvek fizikai megjelenítése. Ezek a nem hagyományos e-könyvek, azaz olyan hagyományos, szerzők által írt művek, melyek nem boltokban kaphatók, hanem egy honlapra töltik fel őket, ahonnan az olvasó letöltheti azokat.

## Jogi kérdések
A kiadás a mű példányainak terjesztését, illetve tartalmának nyilvánosságra hozatalát jelenti. A Berni Egyezmény alapján ehhez a szerzői jogok tulajdonosának engedélyére van szükség, mely kezdetben mindig maga a szerző. Az Egyetemes Szerzői Jogi Egyezmény VI. cikke kimondja: „»megjelenésen« a műnek valamely anyagi formában történő többszörösítését és a mű példányainak a közönség körében történő olyan jellegű forgalomba hozatalát kell érteni, amely lehetővé teszi a mű elolvasását vagy más vizuális úton történő megismerését”. Egy mű gyártásában a kiadó olyan felelősséget vállal a közzététel szempontjából, amit egy egyszerű nyomtatás vagy bolti tulajdonos sosem fog.

## Privishing
A „privishing” szakmai kifejezés arra, mikor egy könyvet egy magánszemély megbízására adnak ki egy ismertebb, nagyobb kiadónál. Ilyenkor a magánszemély (pl.: a könyv szerzője) fizet a kiadónak. A privishing-gel a személy megszerzi a lehetőséget, hogy a kiadó vásárlói az ő könyvét is kézbe vegyék a boltokban vagy megnézzék az interneten. Gyakorlatilag egy márkanevet vesz könyvének.

## Fordítás
Ez a szócikk részben vagy egészben  a   Publishing című angol Wikipédia-szócikk fordításán alapul.  Az eredeti cikk szerkesztőit annak laptörténete sorolja fel. Ez a jelzés csupán a megfogalmazás eredetét és a szerzői jogokat jelzi, nem szolgál a cikkben szereplő információk forrásmegjelöléseként.